# Radio-Tatort

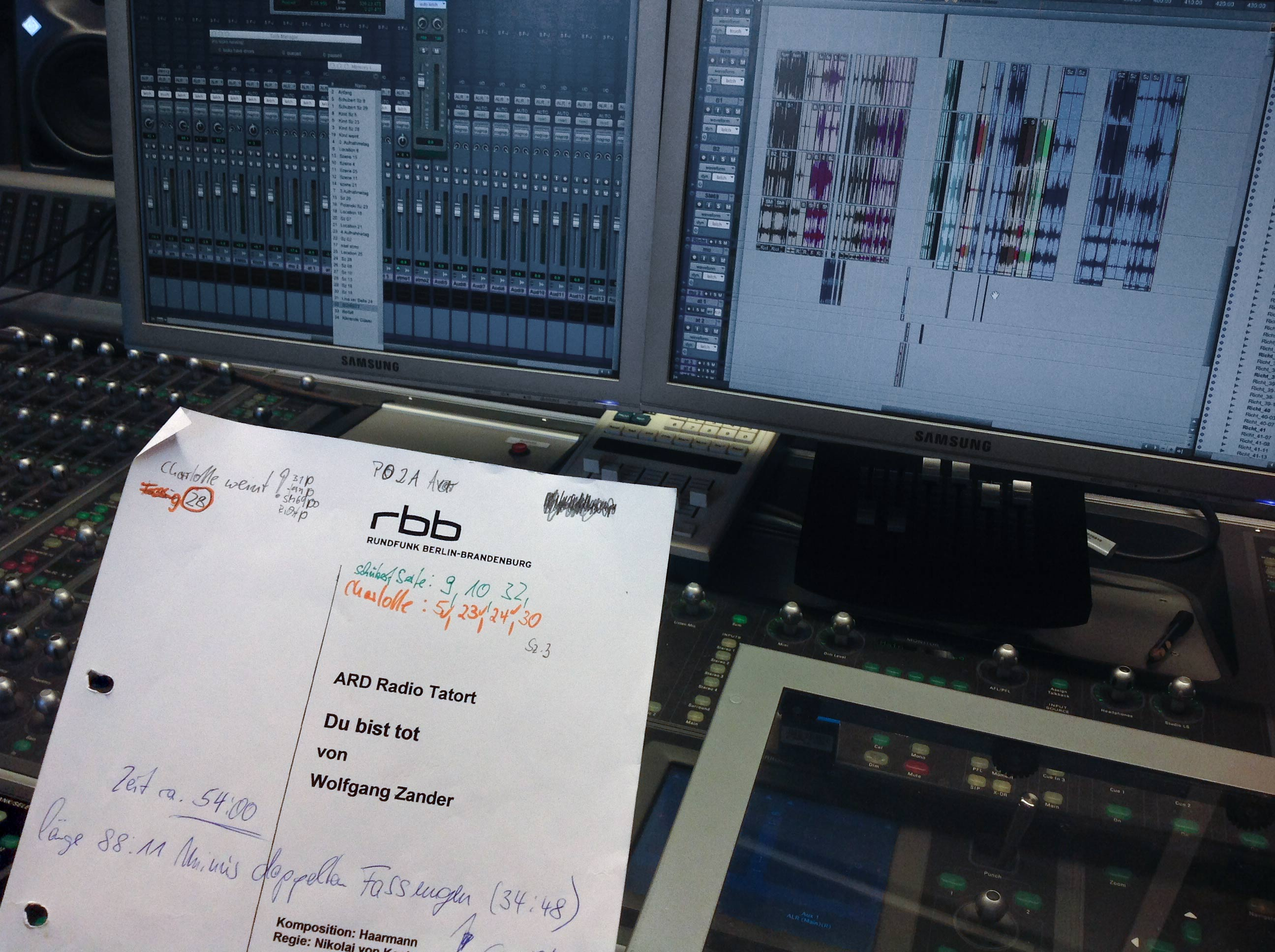
Studioaufnahmen für den Radio-Tatort im RBB Berlin 2013

Der Radio-Tatort (Eigenschreibweisen: ARD Radio Tatort und radiotatort) ist eine Hörspielreihe, deren Episoden im Wechsel von den unterschiedlichen Rundfunkanstalten der ARD produziert und dann im Verbund veröffentlicht werden. Die erste Folge wurde im Januar 2008 ausgestrahlt.
Seitdem erscheint fast jeden Monat ein neues Hörspiel. Eine reguläre Folge hat eine maximale Länge von 55 Minuten, sodass sie bei der Ausstrahlung im Radio zwischen zwei Nachrichtenblöcken eingefügt werden kann.

## Geschichte
Das Konzept des Radio-Tatorts gleicht dem des Tatorts im Fernsehen: Jede der neun Landesrundfunkanstalten produziert Folgen, in denen ein meist festes und regional verwurzeltes Ermittlerteam Verbrechen – häufig Tötungsdelikte – aufklärt.
Die Ausstrahlung erfolgt über die Kulturprogramme der Rundfunkanstalten, zeitlich im Bereich von ein bis zwei Wochen verschoben. Die erste Folge wurde am 16. Januar 2008 ab 20:05 Uhr auf den folgenden Programmen gesendet: Bayern 2, hr2-kultur, MDR Figaro, NDR Info, Nordwestradio, Kulturradio, SR 2 Kulturradio, SWR2 und WDR 5.
Die Hörspielserie wird von Anfang an mit einer eigenen Website begleitet. Die Hörspiele standen dort seit Januar 2015 für ein Jahr ab Erstausstrahlung zum Download bereit und sind auch als Podcast abonnierbar. Bei früheren Folgen war der Downloadzeitraum deutlich kürzer bzw. größtenteils nur Ausschnitte verfügbar. Außerdem wurden die ersten zwölf Folgen vom Hörverlag kommerziell auf CD und einige Folgen des SWR werden über Audible vertrieben.
Mit dem Radio-Tatort wurde die Zusammenarbeit der ARD-Anstalten verstärkt. Zwei Jahre nach dem Start der Kriminalhörspielreihe ist im Januar 2010 mit dem ARD-Radio-Feature eine weitere deutschlandweite Hörfunkreihe angelaufen. Wie bereits aus dem Titel hervorgeht, ist sie auf Dokumentarsendungen („Radio-Features“) spezialisiert.
Zum 10. Jahrestag des Radio-Tatorts wurde die 2-stündige Spezialfolge Paradise City um die Ermittler der „Task-Force Hamm“ aufgenommen. Darin haben die jeweiligen Ermittler der anderen 8 Rundfunkanstalten einen kleinen Gastauftritt. Die Spezialfolge wurde am 13. Januar 2018 einmalig in allen Rundfunkanstalten ausgestrahlt. Die Ausstrahlung der 54-minütigen Kurzfassung erfolgte in der Woche darauf.
Ab dem zweiten Halbjahr 2019 wurden bei einigen Sendern die Ermittlerteams durch Nachfolger ersetzt, beginnend mit Berlin, Bayern und Bremen. Zusätzlich kam zusammen mit dem SRF erstmals ein Ermittlerteam aus der Schweiz hinzu.

## Cover
Zu jeder Folge existiert ein Titelmotiv des Illustrators Jürgen Frey. Es ist Absicht, dass die handelnden Personen nicht auf den Illustrationen dargestellt werden, um das Publikum nicht durch ein vorgegebenes Bild zu beeinflussen. Stattdessen werden Elemente der Handlung gezeigt. Die Titelmotive der ersten zwölf Folgen wurden in Schwarzweiß dargestellt, später wurde zusätzlich die Farbe Gelb, mittlerweile auch rot verwendet. Der Detailgrad wird bewusst niedrig gehalten, um eine stark verkleinerte Darstellung auf der Webseite der ARD zu ermöglichen.

## Rezeption
Die Reihe habe bisher insgesamt über eine Million Hörer gefunden, von denen „mehr als die Hälfte […] ihr eine gute bis sehr gute Note“ ausgestellt hätten, hieß es in einer ARD-Trend-Untersuchung im Sommer 2011.

## Trivia
In der ersten Folge (Der Emir) telefoniert Hauptkommissar Fischer (Hilmar Eichhorn) aus Magdeburg mit seinen Kollegen vom LKA Düsseldorf (Hauptkommissar dort Nadir Taraki, gespielt von Baki Davrak). Fischer hat einen Monat später seinen ersten Fall und nimmt in einem Gespräch mit seiner Kollegin de Beer Bezug auf den Düsseldorfer Fall. Beide Magdeburger Beamte haben einen weiteren Gastauftritt beim Fall Mordlauf vom SWR. Somit hat Hauptkommissar Fischer im ersten Tatortjahr schon drei Einsätze, wenn auch zwei nur als Gastkommissar. Damit orientiert sich die Radioreihe am Fernsehtatort, bei dem in den ersten Jahren auch in fast jeder Folge ein Gastkommissar auftrat.
Die Folgen des Bayerischen Rundfunks spielten bis einschließlich Folge 132 im fiktiven Ort Bruck am Inn, die Geschichten von Autor Robert Hültner basieren jedoch auf realen Personen und tatsächlich geschehenen Kriminalfällen. Mit Folge 138 trat ein neues Ermittlerteam in Erscheinung, bestehend aus den Kommissaren Jacqueline Hosnicz (gesprochen von Bibiana Beglau) und Jakob Rosenberg (gesprochen von Johannes Silberschneider). Die neuen Folgen spielen in München.
Die Folgen Schrei der Gänse (Fall des Maskenmanns) und Die Unsichtbare (Heilbronner Phantom) basieren auf authentischen Fällen. Der Autor John von Düffel hat im Bremer Polizeipräsidium Nachforschungen betrieben.
Der Ermittler Nadir Taraki aus Düsseldorf wurde in den ersten vier Folgen von Baki Davrak gesprochen. Von Februar 2010 bis August 2011 übernahm Mark Waschke seine Rolle.
Nach drei Folgen mit Hauptkommissar Raimund Falk und seinem Vater Camillo wechselte der Hessische Rundfunk die Ermittler. Von Oktober 2011 bis Oktober 2016 war der vornamenlose Hauptkommissar Nebe (Sebastian Blomberg) in Rotenburg an der Fulda im Einsatz. Nach dem überraschenden Tod des Autors Friedemann Schulz wird die Reihe um Hauptkommissar Nebe nicht fortgesetzt. Seit November 2018 ermittelt der von Schriftsteller Martin Mosebach kreierte Kommissar Haas (Felix von Manteuffel) für den hr.
Nach dem Hessischen Rundfunk tauschte Anfang 2012 auch der Westdeutsche Rundfunk seine Ermittler aus. Zuvor wurde beim Landeskriminalamt in Düsseldorf ermittelt und nun ermittelt Hauptkommissar Scholz (Uwe Ochsenknecht) zusammen mit dem zwangsweise vom LKA nach Hamm strafversetzten Lenz (Matthias Leja) in der sog. Task Force Hamm. Der erste Fall dieses Teams wurde außerhalb des Radio-Tatorts bereits Ende 2011 im Rahmen des Krimifestivals Mord am Hellweg gesendet.
Im Juni und Juli 2017 wurden erstmals zwei Folgen einer Landesrundfunkanstalt in zwei aufeinanderfolgenden Monaten ausgestrahlt. Die Folgen Personenschaden und Trauerfall bauen inhaltlich aufeinander auf und stellen dadurch eine Doppelfolge dar. Dabei handelt es sich zugleich um den letzten Auftritt der Bremer Ermittler Claudia Evernich und Staatsanwalt Dr. Kurt Gröninger.
Die Folge Paradise City mit den Hauptfiguren aus Hamm existiert in zwei unterschiedlichen Versionen. Zunächst wurde eine Jubiläumsversion mit ca. 112 Minuten Laufzeit ausgestrahlt, in dieser kommen auch alle anderen Teams vor. Auf dem regulären Sendeplatz des Radio-Tatorts wurde hingegen eine auf ca. 54 Minuten gekürzte Version ausgestrahlt, in der die Auftritte der anderen Teams deutlich reduziert sind. Beide Versionen sind bzw. waren offiziell zum Download verfügbar.